# Hall of Fame

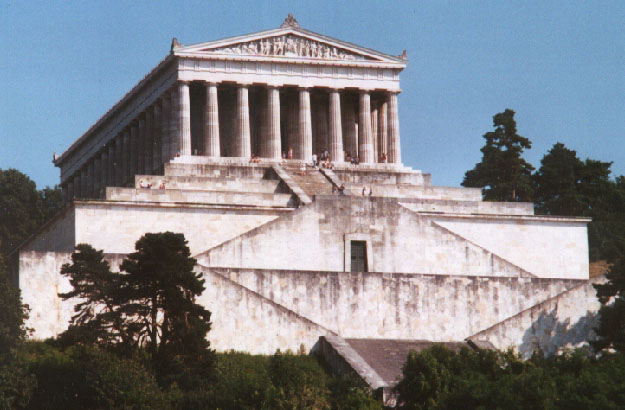
Templul Walhalla, Germania

Hall of Fame (lb. engleză, „sala faimei”) este un tip de muzeu real sau fictiv, înființat pentru a onora persoanele cu cele mai notabile realizări dintr-un anumit domeniu de activitate.